# Цюники
Цюники — покинутое село в Итум-Калинском районе Чеченской республики.

## География
Расположено на правом берегу реки  Аргун, на юге от  районного центра Итум-Кали.
Ближайшие сёла: на юге — Ведучи, на юго-западе — Шаккалой, на востоке — Тазбичи.